# Партизанско гробље у Шапцу
Партизанско гробље (званично Спомен-гробље) у Шапцу се налази у склопу Доњошорског гробља. Изграђено је 1961. године по пројекту архитекти Наранџе Бркић и Јелене Кировски и инжењера М. Мирковића.

## Опис
На овом гробљу је сахрањено око 3.000 палих бораца и жртава фашистичког терора, страдалих у току Другог светског рата, од 1941. до 1945. године. На улазу у гробље са леве стране, постављена је бронзана плоча са текстом — Овде почива три хиљаде партизана и жртава фашизма палих у борби против окупатора и домаћих издајника од 1941 до 1945. године.
Гробље се састоји из два дела. У првом се налази 28 хумки са мермерним плочама на којима су имена погинулих бораца и стрељаних родољуба, док се у другом делу гробља налазе хумке погинулих у борбама и умрлих рањеника у шабачкој болници од рана задобијених у борбама, крајем 1944. и почетком 1945. године.
Такође, на овом гробљу су сахрањени и посмртни остаци многих истакнутих личности Народноослободилачког покрета (НОП) и народних хероја из Шапца и Мачве. Неки од њих су — Небојша Јерковић, Александар Станковић Лала, Браћа Срнић и др.
У централном делу гробља се налази Споменик у облику тростране пирамиде од мермера, висине око 4 метра (овај споменик је првобитно био од белог мермера, али је приликом реконструкције бели мермер замењен са црним). Ту се пригодно, сваке године 9. маја за Дан победе обележавају годишњице победе над фашизмом.

## Галерија
- Спомен-плоча на улазу у гробље
- Део спомен-гробља
- Споменик у централонм делу гробља
- Гроб Браће Срнић